# 市原バイパス

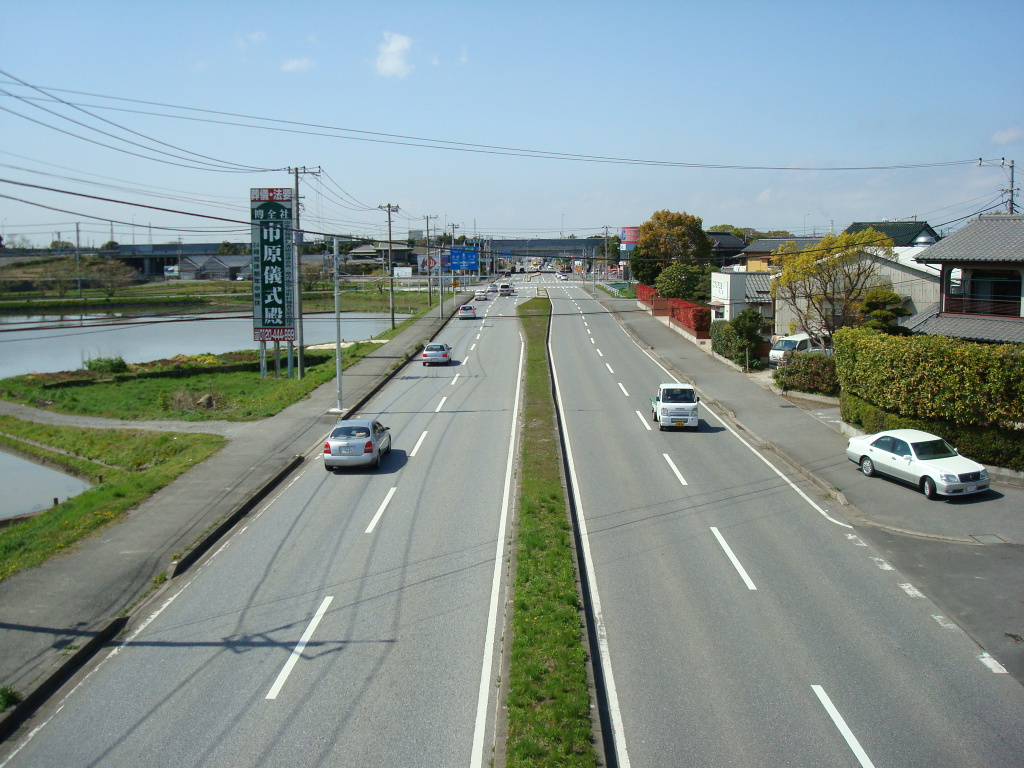
市原バイパス（市原市村上）

市原バイパス（いちはらバイパス）は、千葉県市原市にある国道297号のバイパス道路である。

## 概要
- 起点：千葉県市原市山田（磯ヶ谷入口交差点）
- 終点：千葉県市原市五井南海岸（五井南海岸交差点）
- 車線：市原市新生 - 五井南海岸4車線、他2車線

## 歴史
- 1998年11月12日：養老大橋（通称:新養老橋）供用開始。
- 2004年1月20日：相川地区（磯ヶ谷入口 - 相川）供用開始。
- 2008年3月28日：新生 - 五井南海岸間の4車線化完成。

## 交差する主な道路
- 千葉県道13号市原茂原線（磯ヶ谷入口 - 新生十字路）
- 市原市道13号（新生十字路）
- 千葉県道141号五井町田線（村上）
- 千葉県道21号五井本納線（市原IC東側）
- 千葉県道139号茂原五井線（市原IC東側）
- 館山自動車道
- 千葉県道24号千葉鴨川線（養老橋東 - 養老橋西）
- 国道16号（五井南海岸）